# 上海豫园足球俱乐部
上海豫园足球俱乐部（Shanghai Yuyuan FC）是一支已经不存在的足球俱乐部，总部设在上海南市区的城隍庙豫园旁，是20世纪90年代在上海足坛的一支劲旅，属于当时的甲B联赛球队。

## 球队历史
1994年，上海大顺队（上海二队）取得中国足球乙级联赛亚军，从而升入甲B联赛。
1995年6月23日，上海二队正式组建为上海大顺足球俱乐部，当年的甲B联赛是球队最接近升级的一次，但最终以两分之差未能冲入甲A联赛。
1995年12月10日，由豫园旅游商城等企业共同投资，在大顺足球俱乐部基础上建立的豫园足球俱乐部。球队和当时的上海浦东队成为角逐在甲B联赛赛场上的两支上海地区球队，豫园两年内分列甲B第五和第六，成绩好于浦东。
1998年初，俱乐部所属发生重大变故，产权转让后更名为上海东视有线足球俱乐部，3月13日又更名为上海汇丰足球俱乐部，同年下半年，航星集团入主球队，俱乐部第三次更名为上海汇丰足球俱乐部航星队。但是球队的战绩却随着多次易名和两次换帅而一落千丈，最终在1998赛季以联赛垫底的成绩降入乙级。
1999年，上海足球进行了一次大整合，降级的上海航星队合并入浦东惠而浦队进行重组，重新集中力量冲击甲A，原俱乐部不复存在。

## 俱乐部历年战绩
| 年 份  | 事 件                         |
| ------ | ----------------------------- |
| 1994年 | 乙级联赛亚军，升入甲B。       |
| 1995年 | 甲B联赛第4名，前2名升入甲A。  |
| 1996年 | 甲B联赛第5名，前2名升入甲A。  |
| 1997年 | 甲B联赛第6名，前4名升入甲A。  |
| 1998年 | 甲B联赛第12名，垫底降入乙级。 |
| 1999年 | 俱乐部并入上海浦东队。        |

## 俱乐部更名表
- 1994－95年，上海大顺足球俱乐部
- 1995－98年，上海豫园足球俱乐部
- 1998年，上海东视有线足球俱乐部
- 1998年，上海汇丰足球俱乐部航星队

## 历任主教练
| 姓名   | 在任时间     |
| ------ | ------------ |
| 杨震江 | 1994年       |
| 奚志康 | 1995－1996年 |
| 胡之刚 | 1997年       |
| 沈志强 | 1998年       |
| 隆戈   | 1998年       |
| 奚志康 | 1998年       |

## 著名球员
- 唐全顺
- 陈伟
- 张军
- 王东宁
- 武明
- 陆炜
- 张卫华
- 蒋建民
- 黄震华
- 李彦
- 虞伟亮
- 周毅
- 沈晗
- 邱之胤